# Premier League 2024-2025 (eSwatini)
La Premier League 2024-2025 è stata la 50ª edizione della massima divisione del campionato dell'eSwatini di calcio. Il campionato è iniziato il 14 settembre 2024 ed è terminato il 25 maggio 2025. Il Mbabane Swallows era la squadra campione in carica, avendo vinto il suo ottavo titolo nazionale nell'edizione 2023-2024.
La competizione è stata vinta dal Nsingizini Hotspurs, al suo primo titolo nazionale.

## Stagione

### Novità
Al termine della stagione precedente sono state retrocesse Denver Sundowns e Manzini Wanderers, ultime due classificate del campionato. Al loro posto dalla Seconda Divisione sono state promosse Sidwashini United e Sisonkhe, prime due classificate del campionato.

### Formula
Le 14 squadre partecipanti giocano un girone all'italiana con partite di andata e ritorno, per un totale di 26 giornate. Al termine della stagione, la prima classificata è campione di ESwatini e si qualifica per la CAF Champions League 2025-2026, mentre le ultime due vengono retrocesse in Seconda Divisione.

## Squadre partecipanti
| Squadra             | Città       | Stagione precedente   |
| ------------------- | ----------- | --------------------- |
| Ezulwini United     | Mbabane     | 10° in Premier League |
| Green Mamba         | Malkerns    | 2° in Premier League  |
| Illovo              | Ubombo      | 7° in Premier League  |
| Madlenya            | Siphofaneni | 8° in Premier League  |
| Manzini Sea Birds   | Manzini     | 11° in Premier League |
| Mbabane Highlanders | Mbabane     | 6° in Premier League  |
| Mbabane Swallows    | Mbabane     | Campione di eSwatini  |
| Monemi Pirates      | Manzini     | 12° in Premier League |
| Nsingizini Hotspurs | Nhlangano   | 3° in Premier League  |
| Rangers             | Shiselweni  | 9° in Premier League  |
| Royal Leopards      | Mbabane     | 5° in Premier League  |
| Sidwashini United   | Mbabane     | Seconda Divisione     |
| Sisonkhe            | Manzini     | Seconda Divisione     |
| Young Buffaloes     | Manzini     | 4° in Premier League  |

## Classifica
|                     | Pos. | Squadra             | Pt | G  | V  | N  | P  | GF | GS | DR  |
| ------------------- | ---- | ------------------- | -- | -- | -- | -- | -- | -- | -- | --- |
| eSwatini (bandiera) | 1.   | Nsingizini Hotspurs | 60 | 26 | 19 | 3  | 4  | 44 | 14 | +30 |
|                     | 2.   | Royal Leopards      | 59 | 26 | 17 | 8  | 1  | 58 | 17 | +41 |
|                     | 3.   | Young Buffaloes     | 54 | 26 | 17 | 3  | 6  | 39 | 20 | +19 |
|                     | 4.   | Green Mamba         | 52 | 26 | 15 | 7  | 4  | 44 | 16 | +28 |
|                     | 5.   | Monemi Pirates      | 41 | 26 | 11 | 8  | 7  | 35 | 29 | +6  |
|                     | 6.   | Illovo              | 35 | 26 | 9  | 8  | 9  | 31 | 37 | -6  |
|                     | 7.   | Mbabane Swallows    | 35 | 26 | 9  | 8  | 9  | 27 | 22 | +5  |
|                     | 8.   | Mbabane Highlanders | 33 | 26 | 8  | 9  | 9  | 27 | 30 | -3  |
|                     | 9.   | Ezulwini United     | 30 | 26 | 8  | 6  | 12 | 34 | 37 | -3  |
|                     | 10.  | Manzini Sea Birds   | 28 | 26 | 7  | 7  | 12 | 29 | 33 | -4  |
|                     | 11.  | Sisonkhe            | 23 | 26 | 7  | 2  | 17 | 17 | 47 | -30 |
|                     | 12.  | Rangers             | 22 | 26 | 6  | 4  | 16 | 32 | 43 | -11 |
|                     | 13.  | Sidwashini United   | 16 | 26 | 2  | 10 | 14 | 19 | 53 | -34 |
|                     | 14.  | Madlenya            | 14 | 26 | 3  | 5  | 18 | 16 | 54 | -38 |

Legenda
      Campione di eSwatini e ammessa alla CAF Champions League 2025-2026.
      Retrocessa in Seconda Divisione 2025-2026.
Note:
Tre punti a vittoria, uno a pareggio, zero a sconfitta.